# 核三廠事故
核三廠事故，又稱核三廠事件，是指位於台灣屏東縣恆春鎮的第三核能發電廠，從1978年建設至今，歷年來所發生的各項緊急事故。但經過調查後，皆未達核輻射外洩的危險層級。

## 歷年各項緊急事故

### 火災事故
- 1985年7月7日下午5時23分、
- 2001年3月18日、
- 2009年6月12日、
- 2015年4月26日[1]
- 2025年3月6日。

### 設備異常
- 1994年4月14日一號機跳機[2]
- 2014年4月8日二號機跳機[3]
- 2014年10月12日二號機冷凝器異常[4]

### 停電事故
- 2001年3月18日凌晨0時46分，由於「鹽霧害」以及緊急電源無法啟動，導致冷卻系統失效，被列為「第三類A級緊急事件」 ，又稱為「全黑事件」。[5][6][7]
- 2013年4月18日至7月1日，外電系統喪失功能長達84天，依國際核能事件分級表列為第一級「異常警示事件」。[8]